# Рорау
Рорау (на немски: Rohrau) е село в Долна Австрия. Площта му е 20,5 km2, от които 8,38% са залесени. Населението към 1 януари 2018 г. е 1609 души.